# Oprando Bottura
Oprando Bottura (Villa Poma, 25 gennaio 1896 – Villa Poma, 6 ottobre 1961) è stato un giavellottista e pesista italiano.

## Biografia
Nel 1920 prese parte ai Giochi olimpici di Anversa qualificandosi diciassettesimo nella sua specialità. Si laureò in ingegneria presso l'Università di Bologna il 27 aprile 1923.

## Palmarès
| Anno | Manifestazione  | Sede    | Evento                 | Risultato | Prestazione | Note |
| ---- | --------------- | ------- | ---------------------- | --------- | ----------- | ---- |
| 1920 | Giochi olimpici | Anversa | Lancio del giavellotto | 17º       | 42,70 m     |      |

## Campionati nazionali
- 1 volta campione italiano assoluto del lancio del giavellotto impugnato (1919)
- 1 volta campione italiano assoluto nel lancio del giavellotto stile libero (1920)
- 1 volta campione italiano assoluto del getto del peso (1922)

1919
- Oro ai campionati italiani assoluti di atletica leggera, lancio del giavellotto impugnato - 39,60 m

1920
- Oro ai campionati italiani assoluti di atletica leggera, lancio del giavellotto stile libero - 44,29 m

1922
- Oro ai campionati italiani assoluti di atletica leggera, getto del peso - 11,93 m
- Argento ai campionati italiani assoluti, lancio del giavellotto - 52,07 m
- Bronzo ai campionati italiani assoluti, lancio della pietra - 14,96 m